# Plaguewielder
Plaguewielder är ett musikalbum av det norska black metal-bandet Darkthrone, utgivet 2001 av skivbolaget Moonfog Productions. Plaguewielder är Darkthrones åttonde studioalbum.

## Låtlista
1. "Weakling Avenger" – 7:55
2. "Raining Murder" – 5:14
3. "Sin Origin" – 6:45
4. "Command" – 8:02
5. "I, Voidhanger" – 5:38
6. "Wreak" – 9:16

- Text: Fenriz (alla låtar)
- Musik: Fenriz (spår 3), Nocturno Culto (spår 1, 2, 4, 5, 6)

## Medverkande
Musiker (Darkthrone-medlemmar)
- Nocturno Culto (Ted Arvid Skjellum) – sång, gitarr, basgitarr
- Fenriz (Gylve Fenris Nagell) – trummor

Bidragande musiker
- Apollyon (Ole Jørgen Moe) – sång (spår 4)
- Sverre Dæhli – sång (spår 4)

Produktion
- Darkthrone – producent
- Dag Stokke – ljudtekniker
- Fernander F. Flux (Sverre Westvold Ruch) – omslagsdesign
- Seb A. Ludviksun (Sebastian Ludviksen) – foto